# Janet Vidor
Janet Vidor (...) è un'attrice italiana.

## Biografia
È un'attrice interprete di qualche film negli anni cinquanta in cui compare anche con ruoli da protagonista.

## Filmografia
- Ci troviamo in galleria, regia di Mauro Bolognini (1953)
- Napoli piange e ride, regia di Flavio Calzavara (1954)
- Rigoletto e la sua tragedia, regia di Flavio Calzavara (1954)
- Mamma sconosciuta, regia di Carlo Campogalliani (1956)
- Ascoltami, regia di Carlo Campogalliani (1957)
- Il ricatto di un padre, regia di Giuseppe Vari (1957)
- Un amore senza fine, regia di Mario Terribile (1958)
- Via col... paravento, regia di Mario Costa (1958)

## Doppiatrici italiane
- Renata Marini in Napoli piange e ride
- Fiorella Betti in Rigoletto e la sua tragedia (dialoghi)
- Pina Arnaldi in Rigoletto e la sua tragedia (canto)